# José Luis Rodríguez Aguilar
Pour les articles homonymes, voir José Rodríguez et Rodríguez.
Rodríguez  Aguilar est un nom espagnol. Le premier nom de famille, en général paternel, est Rodríguez ; le second, en général maternel, souvent omis, est Aguilar.
José Luis "Pipo" Rodríguez Aguilar (né le 1er juin 1994 à Coyhaique en Patagonie) est un coureur cycliste chilien.

## Biographie
Il se révèle en 2015 lorsqu'il porte le maillot jaune de leader du Tour de l'Avenir.

## Palmarès sur route

### Par années
- 2010
  - 2e du championnat du Chili du contre-la-montre cadets
- 2011
  - 2e du championnat du Chili du contre-la-montre juniors
- 2012
  -  Champion du Chili du contre-la-montre juniors
- 2013
  -  Champion panaméricain du contre-la-montre espoirs
  -  Champion du Chili sur route espoirs
  -  Champion du Chili du contre-la-montre espoirs
- 2014
  -  Champion du Chili sur route espoirs
  -  Champion du Chili du contre-la-montre espoirs
  - 3e étape du Tour de Mendoza
  - Classement général du Tour du Rio Grande do Sul
- 2015
  -  Champion du Chili sur route
  -  Champion du Chili sur route espoirs
  -  Champion du Chili du contre-la-montre espoirs
  - 1re étape de la Vuelta de la Leche (contre-la-montre)
  - Vuelta Maule Centro :
    - Classement général
    - 1re et 2eb (contre-la-montre) étapes

  - Prix de Saint-Amour
  -  Médaillé d'argent du championnat panaméricain sur route espoirs
  -  Médaillé de bronze du championnat panaméricain du contre-la-montre espoirs
  - 3e du Grand Prix du Pays de Montbéliard
- 2016
  -  Champion panaméricain sur route espoirs
  -  Champion panaméricain du contre-la-montre espoirs
  -  Champion du Chili du contre-la-montre
  -  Champion du Chili du contre-la-montre espoirs
  - 1re étape de la Vuelta de la Leche (contre-la-montre)
  - Grand Prix du Pays de Montbéliard
  - Tour du Pays Roannais :
    - Classement général
    - 1re étape

  - 2e du championnat du Chili sur route espoirs
- 2017
  -  Champion panaméricain du contre-la-montre
  -  Champion du Chili sur route
  -  Champion du Chili du contre-la-montre
  - Tour de Chiloé
- 2018
  - 5eb étape de la Doble Bragado (contre-la-montre par équipes)
- 2019
  -  Champion du Chili du contre-la-montre
  - 1re étape de la Vuelta de la Leche (contre-la-montre)
  -  Médaillé d'argent du championnat panaméricain du contre-la-montre
  -  Médaillé de bronze du contre-la-montre aux Jeux panaméricains
- 2021
  -  Champion du Chili sur route
  -  Champion du Chili du contre-la-montre
  -  Médaillé d'argent du championnat panaméricain du contre-la-montre
- 2022
  -  Champion du Chili du contre-la-montre
  - Ascensión a los Nevados de Chillán
  - 2e étape de la Vuelta Maule Sur
  -  Médaillé de bronze du contre-la-montre aux Jeux sud-américains
  - 4e du championnat panaméricain sur route
- 2023
  -  Champion du Chili du contre-la-montre
  -  Médaillé de bronze du championnat panaméricain du contre-la-montre
  - 3e du championnat du Chili sur route
- 2024
  -  Champion du Chili du contre-la-montre
  - 2e du championnat du Chili sur route

### Classements mondiaux
| Année                                 | 2013 | 2014 | 2015  | 2016  | 2017 | 2018 | 2019 | 2020 | 2021 | 2022 | 2023 | 2024 |
| ------------------------------------- | ---- | ---- | ----- | ----- | ---- | ---- | ---- | ---- | ---- | ---- | ---- | ---- |
| Classement mondial                    |      |      |       | 561e  | 457e | nc   | 411e | nc   | 462e | 435e | 747e | nc   |
| UCI Europe Tour                       | nc   | nc   | 1023e | 1801e | nc   | nc   |      |      |      |      |      |      |
| UCI America Tour                      | 152e | 34e  | 16e   | 35e   | 15e  | nc   | 38e  | nc   | 43e  | 35e  | 69e  | 52e  |
|                                       |      |      |       |       |      |      |      |      |      |      |      |      |
| Légende : nc = non classéSource : UCI |      |      |       |       |      |      |      |      |      |      |      |      |

## Palmarès sur piste

### Jeux panaméricains
- Lima 2019
  -  Médaillé de bronze de la poursuite par équipes